# Irodion Gvelesiani
Irodion Gvelesiani (* 12. November 1956 in Shilda, Kachetien) ist ein georgischer Bildhauer. 
Seine Arbeiten sind in zahlreichen Ländern ausgestellt und in öffentlichen sowie privaten Sammlungen vertreten. Er ist Mitglied der International Sculpture Symposium Alliance (ISSA) und des georgischen Künstlerverbandes.

## Leben und Werk
Gvelesiani wurde im Dorf Shilda im Osten Georgiens geboren und wuchs in Telavi auf. Er studierte zunächst am Kunstkolleg Jakob Nikoladse in Tiflis (1973–1979), danach an der Staatlichen Kunstakademie Tiflis (1980–1986), wo er seinen Magisterabschluss in Bildhauerei erhielt. Von 1986 bis 1989 absolvierte er ein Postgraduiertenstudium an der Allunionsakademie der Künste in Tiflis.

Von 1992 bis 1995 unterrichtete er als Professor an der Staatlichen Kunstakademie Tiflis. Seitdem arbeitet er als freischaffender Künstler mit internationalen Ausstellungen und Symposien.

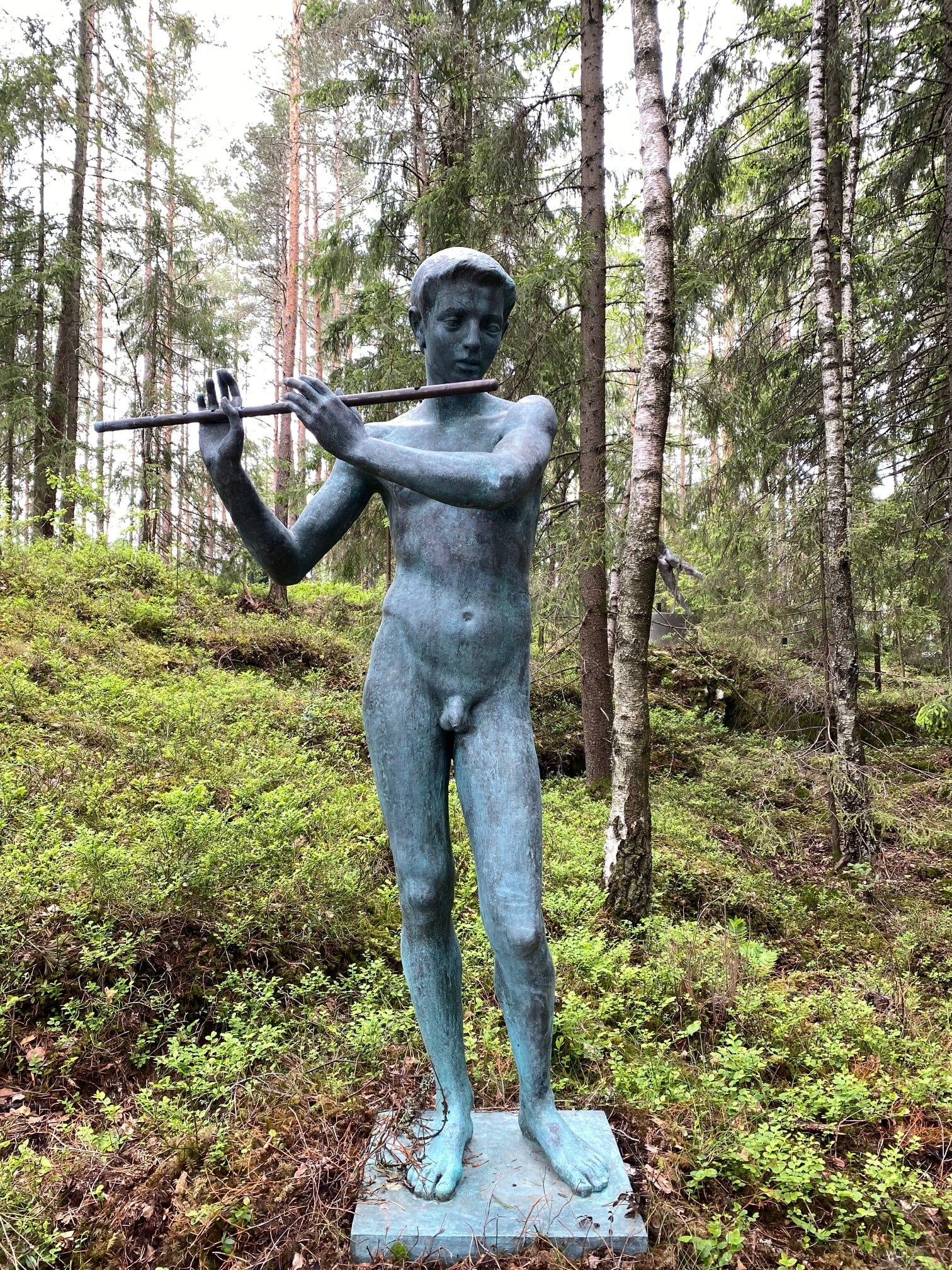
Boy with a Flute Oslo, Norway 2021

## Auszeichnungen (Auswahl)
- 1984: Auszeichnung der Frühjahrsausstellung in Tiflis („Maya“)Portrait of Maya

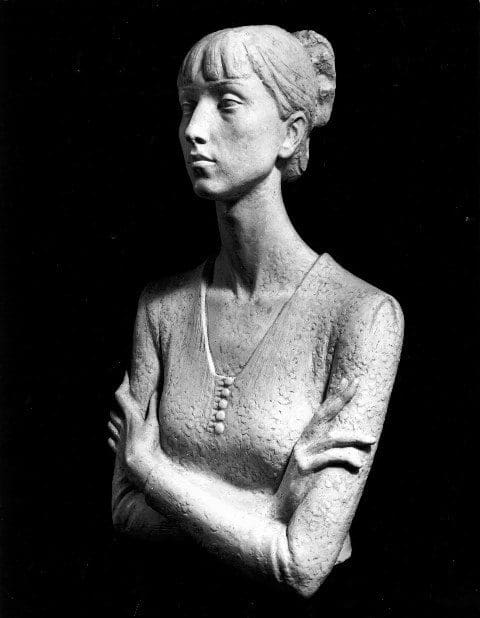
Portrait of Maya

- 1986: 1. Preis bei der Allunions-Diplomausstellung in Minsk („Junge mit Flöte“)
- 1989: Auszeichnung bei der Allunionsausstellung („Fußballfans“)
- 1999: Ehrenmedaille des Präsidenten Georgiens

## Internationale Bildhauersymposien (Auswahl)
- 2002–2008: Teilnahme an Symposien in der Türkei (Mersin, Edirne, Sivas, Ankara, Bursa)[5][6]
- 2016: Ayia Napa (Zypern) – „Tropfen des Lebens“[7];
- 2017 Gurjaani International Sculpture Symposium[8]
- 2022–2024: Teilnahme an Symposien in Israel und Georgien[9][10][11]

## Sammlungen
Seine Werke befinden sich in öffentlichen Räumen und Museen u. a. i
- Georgien (Nationalmuseum)[12]
- Türkei[5][13][14][15][16], Ukraine[17], Griechenland[18], Zypern,

## Mitgliedschaften
- Mitglied der International Sculpture Symposium Alliance (ISSA)[19]
- Mitglied des Künstlerverbandes Georgiens